# 阿瓦庫姆

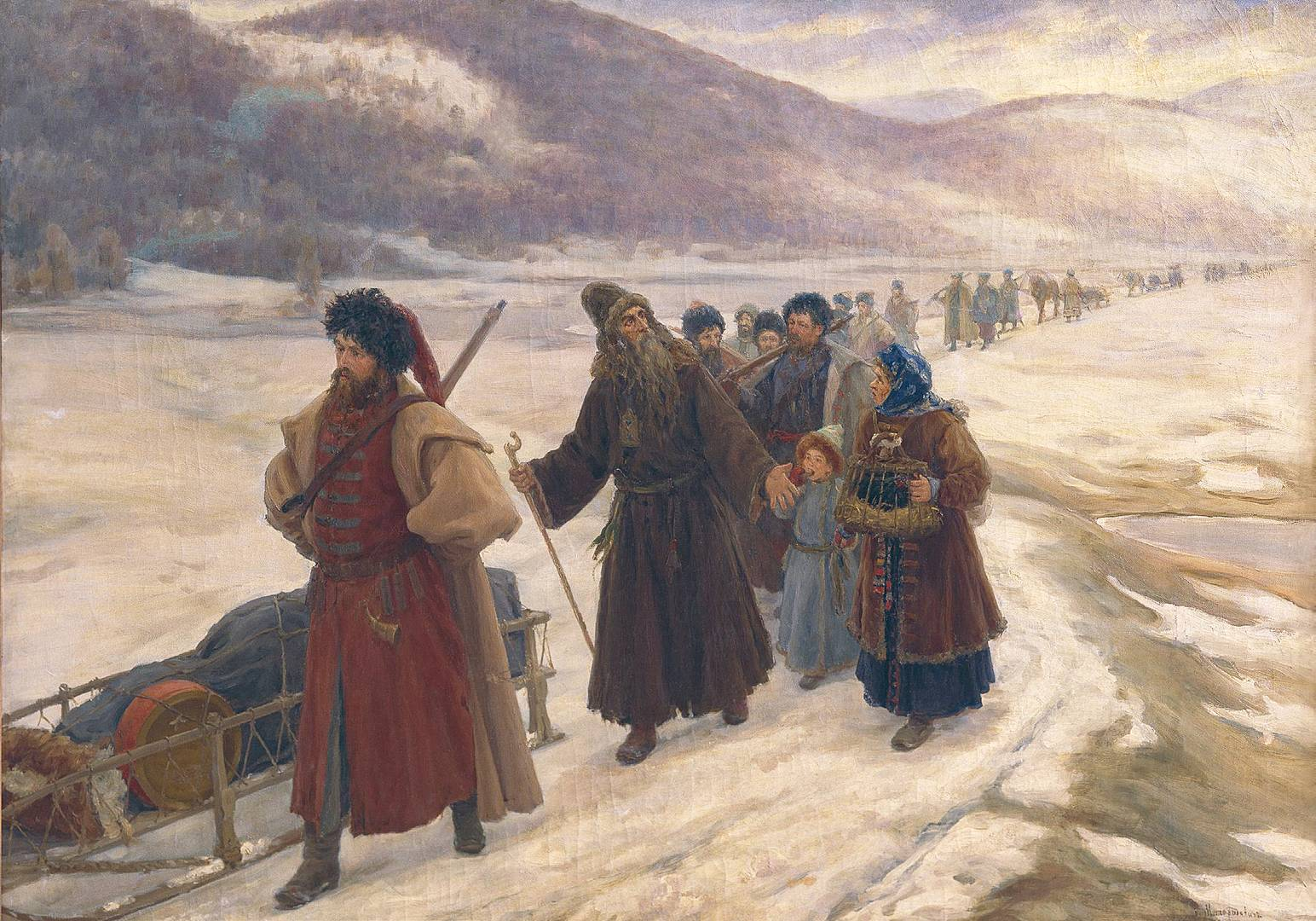
阿瓦庫姆放逐在西伯利亞途中(Avvakum's Exile in Siberia) (1898), by Sergey Miloradovich

阿瓦庫姆·彼得羅夫（俄语：Авваку́м Петро́в，1620或1621年11月20日–1682年4月14日），俄羅斯莫斯科紅場喀山大教堂的正教会高级教士，出生於今下諾夫哥羅德州。他帶頭反對俄羅斯東正教會牧首尼孔推動的一系列教會改革。他的自傳和寫給沙皇，女贵族莫羅佐娃和其老信徒的書信被認為是17世紀的傑作俄羅斯文學。

1652年,尼康當選為俄羅斯教會的牧首，對俄羅斯正教禮儀和神學啟動廣泛的改革,例如：將祈禱時的跪拜改為鞠躬禮，用三指划十字代替兩指划十字，讚美詩(阿利路亞)要唱三遍而不是兩遍，教堂禮儀行列行進方向要自西向東(朝著太陽)而不是自東向西(順著太陽升降方向)。這一改革還包括對宗教禮儀書籍中的一些錯誤，按照希臘文本進行了校訂。 這些改革的主要目的是使俄羅斯教會與其他東歐和中東地區的東正教相容一致。

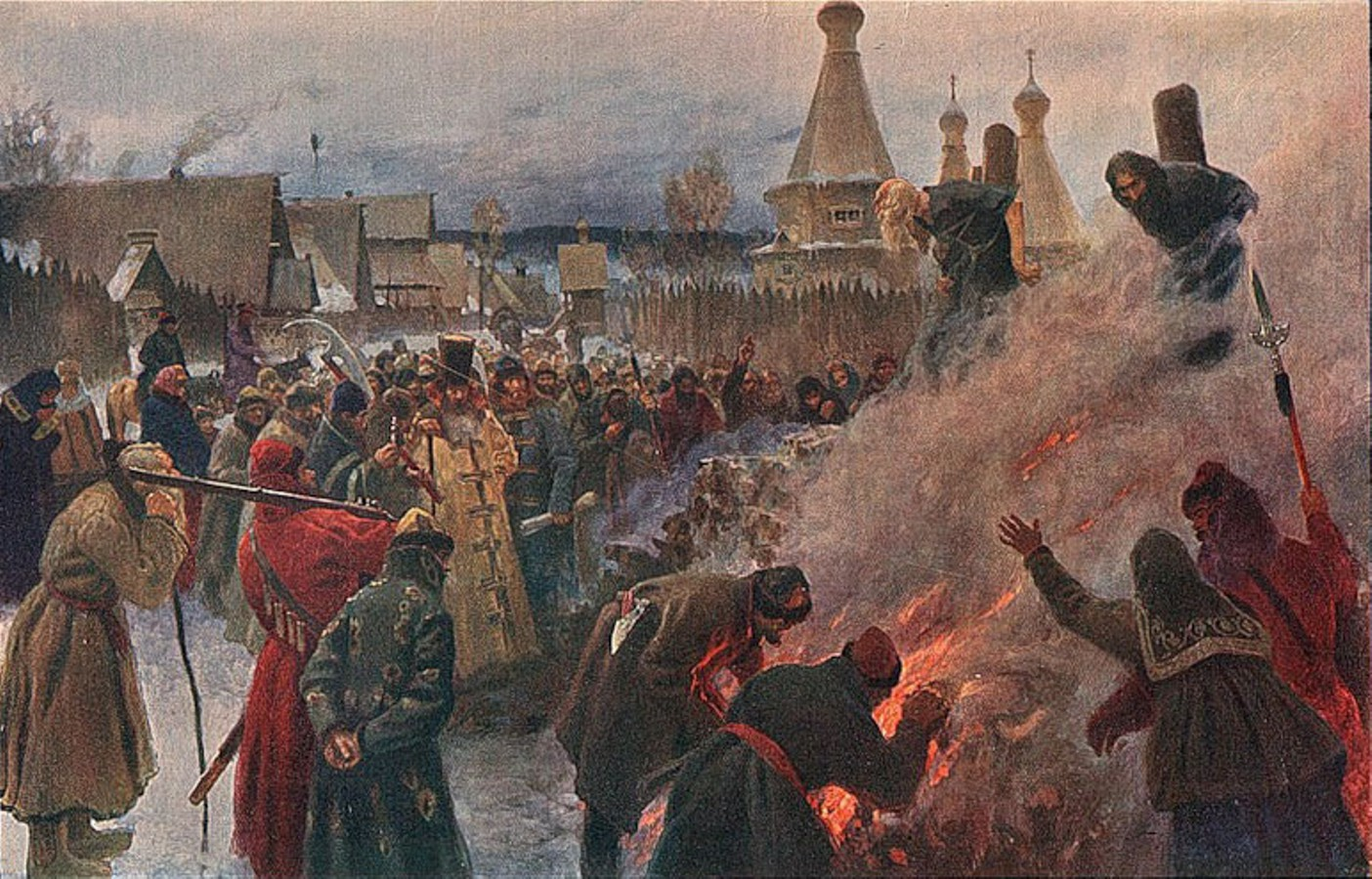
燒死在火刑柱的阿瓦庫姆 (1897), by Pyotr Myasoyedov

阿瓦庫姆和其他自認為是“真正的”上帝教會的教徒，強烈反對這些改變，他們覺得這是俄羅斯教會的墮落。 雖然其他的教會禮儀和君士坦丁堡正教會比較接近，阿瓦庫姆和“老信徒”們認為君士坦丁堡會淪陷於土耳其就是因為他們的異端信仰和習俗。

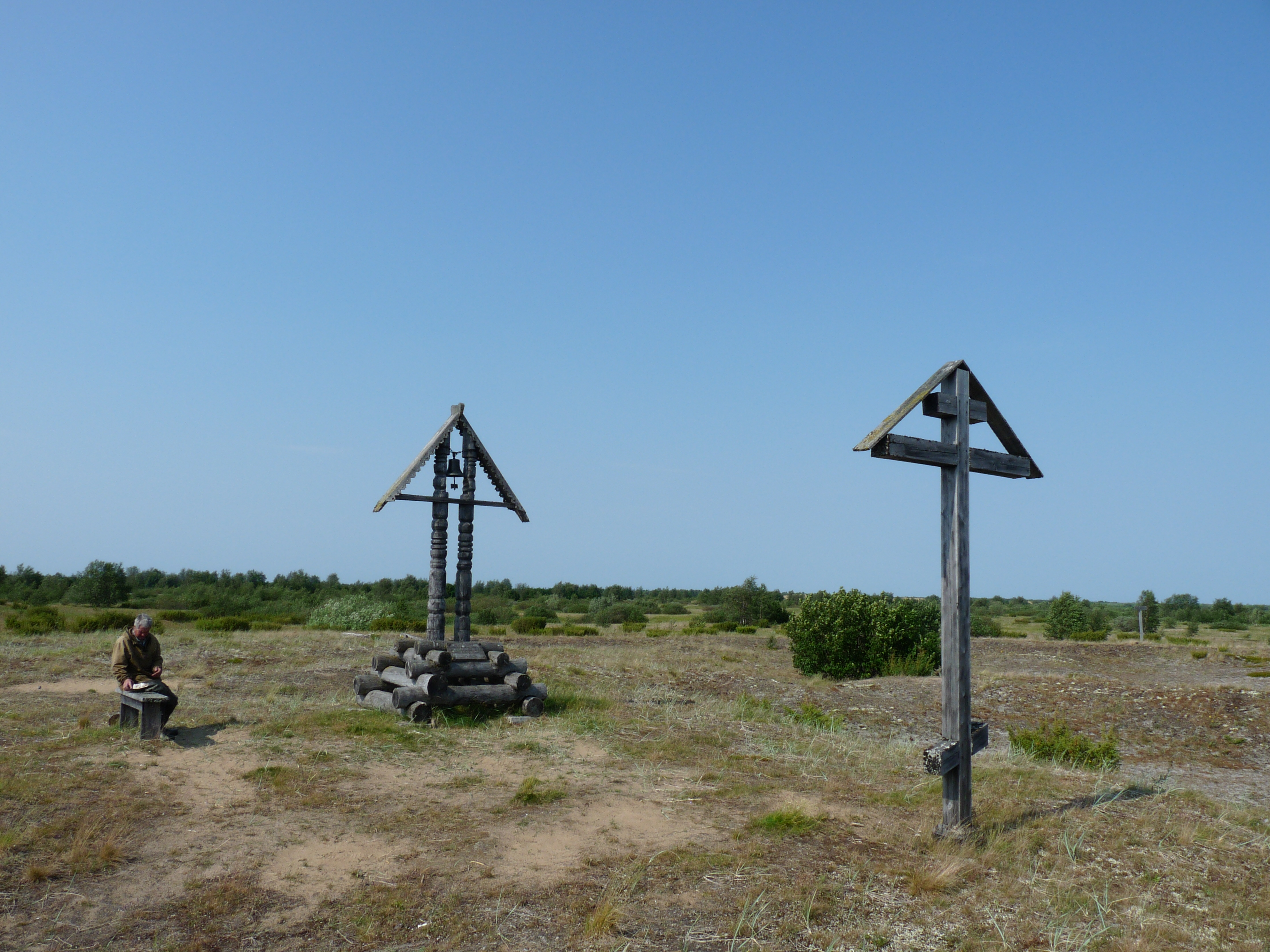
在普斯托茲約斯克阿瓦庫姆被火刑處死地點的紀念十字架

由於他的反對改革，阿瓦庫姆被多次關押。在被燒死在火刑柱上前，他最後的14年被囚禁在北極圈內的普斯托茲約斯克一個坑穴的小木屋中。現今在他火刑的地點立有紀念他的木製十字架。

## 外部連結
- Life of Avvakum （页面存档备份，存于）, academic edition with commentary (in Russian)
- Avvakum's letters to the Tzar and Old Believers （页面存档备份，存于） (pub. Paris, 1951, in Russian)
- Parallel text version of Life of Avvakum （页面存档备份，存于）
- English and Russian Articles on Avvakum by P. Hunt （页面存档备份，存于）